# Dolmen du Roc del Llamp
Le dolmen du Roc del Llamp est un dolmen situé à Castelnou, dans le département français des Pyrénées-Orientales.

## Historique
Le dolmen est mentionné pour la première fois par Pierre Ponsich en 1950.

## Description
Le dolmen a été édifié à l'extrémité orientale du sommet de la petite crête rocheuse du Serrat d'en Gely. C'est une construction de petite taille mais le substrat rocheux local (affleurements de gneiss à inclusion de quartz) ne fournit que des dalles irrégulières de petites dimensions. La chambre est délimitée par une rangée de trois blocs côté nord (dont un gros bloc de 1,35 m de long sur 0,70 m de hauteur et 0,30 m d'épaisseur) et trois autres côté sud. La dalle de chevet (0,97 m de long sur 0,50 m de large et 0,15 à 0,25 m d'épaisseur) n'est pas dressée dans l'axe de la chambre. La chambre ouvre légèrement à l'ouest/sud-ouest. L’ensemble est recouvert de trois dalles, dont deux ont été remises en place en 1968 par Ponsich et Abélanet, de respectivement, 1,20 m de long sur 1 m de large et 0,40 m d'épaisseur, 1,20 m de long sur 0,57 m de large et 0,30 m d'épaisseur et 1,20 m de long sur 1 m de large et 0,40 m d'épaisseur.
L'originalité de l'édifice réside dans son absence de tumulus qui est ici remplacé par une enceinte péristalithique, ouverte au sud, constituée de blocs de pierre de 0,90 à 1,15 m de hauteur.
Le tamisage de la chambre n'a permis de recueillir que quelques tessons de céramique érodés sans caractère.